# Alfred Breitenbach
Alfred Breitenbach (* 1972 in Koblenz) ist ein deutscher Altphilologe.

## Leben
Breitenbach studierte von 1992 bis 1998 klassische Philologie und katholische Theologie an der Albert-Ludwigs-Universität Freiburg und der Universität Trier, wo er 1998 das Erste Staatsexamen in den Fächern Griechisch, Latein und Katholische Theologie ablegte. 1999 war er wissenschaftlicher Mitarbeiter im Fach Latinistik bei Ulrich Eigler in Trier, wo er 2001 bei Georg Wöhrle promoviert und 2008 habilitiert wurde. Die Studienstiftung des deutschen Volkes förderte ihn von 1999 bis 2001 als Promotionsstipendiat. Von Januar 2000 bis Juli 2001 war er wissenschaftlicher Mitarbeiter im Fach Latinistik bei Barbara Feichtinger-Zimmermann an der Universität Konstanz im Rahmen des Kulturwissenschaftlichen Forschungskollegs (SFB 485) Norm und Symbol, dann von August 2001 bis Juli 2010 wissenschaftlicher Mitarbeiter am Franz Joseph Dölger-Institut zur Erforschung der Spätantike der Universität Bonn (Redaktion des Reallexikons für Antike und Christentum) und Lehrbeauftragter an der Universität Trier. Seitdem lehrt er als Akademischer Rat an der Universität zu Köln. Nach der Umhabilitation nach Köln im Januar 2012 wurde er im Oktober 2016 zum außerplanmäßigen Professor ernannt.
Seine Forschungsschwerpunkte sind das Athenbild, das antike Epigramm und die Anthologia Latina, Gregor von Nazianz, die kaiserzeitliche Literatur (besonders Seneca und Pseudo-Seneca), Exildichtung und lateinische Grammatik und Lexikographie in der Antike.

## Schriften (Auswahl)
- Das ‘wahrhaft goldene Athen’ – Die Auseinandersetzung griechischer Kirchenväter mit der Metropole heidnisch-antiker Kultur (= Theophaneia. Beiträge zur Religions- und Kirchengeschichte des Altertums. Band 37). Philo, Berlin u. a. 2003, ISBN 3-8257-0355-X (zugleich Dissertation, Trier 2002).
- Kommentar zu den Pseudo-Seneca-Epigrammen der Anthologia Vossiana (= Anthologiarum Latinarum parerga. Band 2). Weidmann, Hildesheim 2009, ISBN 978-3-615-00366-6.
- Die Pseudo-Seneca-Epigramme der Anthologia Vossiana – ein Gedichtbuch aus der Mittleren Kaiserzeit (= Spudasmata. Band 132). Olms, Hildesheim u. a. 2010, ISBN 978-3-487-14344-6 (zugleich Habilitationsschrift, Trier 2008).